# Limaria parallela
Limaria parallela is een tweekleppigensoort uit de familie van de Limidae. De wetenschappelijke naam van de soort is voor het eerst geldig gepubliceerd in 1938 door Dall, Bartsch & Rehder.